# Đội đua Mercedes
Mercedes-Benz, một thương hiệu của tập đoàn Mercedes-Benz, tham gia Công thức 1 với tư cách là chủ sở hữu đội đua và nhà sản xuất động cơ trong nhiều giai đoạn kể từ năm 1954. Đội đua F1 Mercedes-AMG Petronas có trụ sở tại Brackley, Anh và sở hữu giấy phép của Đức. Các đội mang thương hiệu Mercedes thường được gọi bằng biệt danh "Silver Arrows".
Trước Chiến tranh thế giới thứ hai, Mercedes-Benz đã thi đấu tại giải đua xe vô địch châu Âu và vô địch ba lần. Mercedes chính thức ra mắt ở Công thức 1 vào năm 1954. Sau khi giành chiến thắng trong cuộc đua đầu tiên tại giải đua ô tô Công thức 1 Pháp 1954, Juan Manuel Fangio đã giành được ba chiến thắng khác để giành chức vô địch vào năm 1954 và ông lặp lại thành công này vào năm 1955. Mặc dù đã giành được hai chức vô địch với Fangio, Mercedes-Benz đã rút lui khỏi Công thức 1 sau năm 1955 để đối phó với thảm họa Le Mans năm 1955.
Mercedes trở lại Công thức 1 vào năm 1994 với tư cách là nhà sản xuất động cơ liên kết với Ilmor, một công ty kỹ thuật ô tô thể thao hiệu suất cao độc lập của Anh. Công ty đó đã đứng đầu bảng xếp hạng các đội đua và tay đua trong mối quan hệ hợp tác làm việc với McLaren kéo dài đến năm 2009. Năm 2005, Ilmor được đổi tên thành Mercedes AMG High Performance Powertrains. Năm 2010, công ty mua lại đội đua Brawn GP và đổi tên thành Mercedes. Kể từ khi thay đổi quy tắc lớn vào năm 2014 khi Liên đoàn Ô tô Quốc tế (FIA) yêu cầu sử dụng động cơ tăng áp và động cơ điện hybrid, Mercedes đã trở thành một trong những đội thành công nhất trong lịch sử Công thức 1, giành bảy danh hiệu vô địch tay đua liên tiếp từ năm 2014 đến 2020 và tám danh hiệu vô địch đội đua liên tiếp từ năm 2014 đến năm 2021. Đội đồng thời đã lập kỷ lục về số trận thắng nhiều nhất trong một mùa giải (19 chặng vào năm 2016) và giành danh hiệu vô địch đội đua liên tiếp. Đội cũng đã giành được hơn 200 chiến thắng với tư cách là nhà cung cấp động cơ và đứng thứ hai trong lịch sử Công thức 1.

## Lịch sử

### Quay trở lại Công thức 1 với tên gọi Mercedes-AMG Petronas (2010-nay)

#### 2010-2013: Trước khi thống trị Công thức 1

##### 2010: Mùa giải đầu tiên khi trở lại Công thức 1

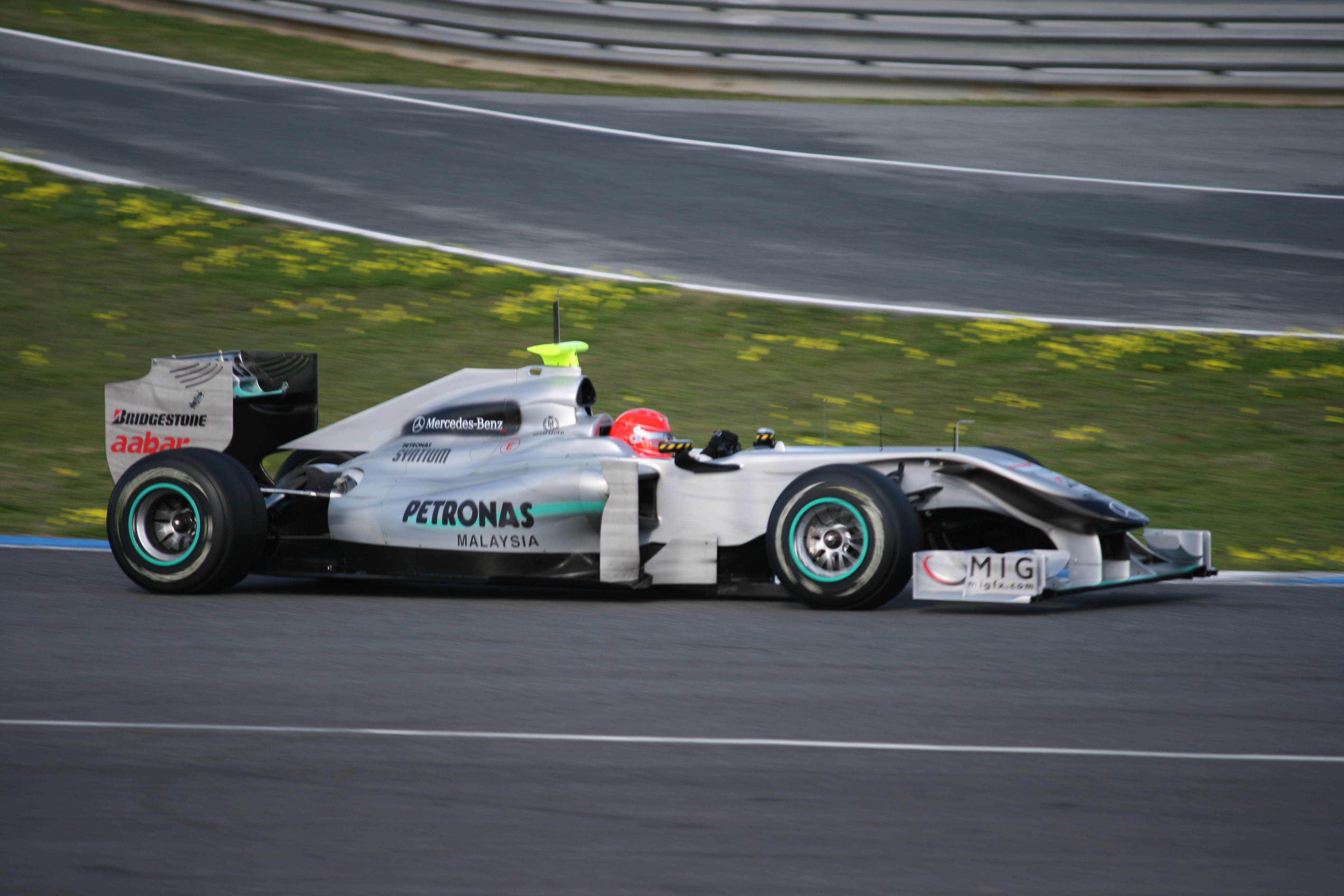
Michael Schumacher trong buổi thử nghiệm trước thềm giải đua xe Công thức 1 2010

Đội đã ký hợp đồng với tay đua người Đức Nico Rosberg và nhà vô địch thế giới bảy lần và người đồng huơng Michael Schumacher, người đã trở lại Công thức 1 sau ba năm vắng bóng, và Nick Heidfeld làm tay đua lái thử và dự bị. Đối với các tay đua năm 2009 của đội tiền nhiệm Brawn GP, Jenson Button đã ký hợp đồng với McLaren trong khi Rubens Barrichello chuyển đến chỗ đua cũ của Rosberg tại Williams vào năm 2010. Với việc mua lại Brawn, đội đã chấm dứt sự hợp tác với McLaren trong khi vẫn tiếp tục cung cấp động cơ cho McLaren. Thành tích của đội trong năm 2010 không cạnh tranh như dưới thời Brawn vì đội đứng sau ba đội dẫn đầu là Ferrari, McLaren và Red Bull. Kết quả tốt nhất của đội là ba lần đứng trên bục podium, giành vị trí thứ ba tại Sepang, Thượng Hải và Silverstone, tất cả do Rosberg lập nên. Rosberg cuối cùng về đích ở vị trí thứ bảy trong bảng xếp hạng nhưng Schumacher đã có một sự trở lại đáng thất vọng vì bị đồng đội của mình đánh bại và kết thúc mùa giải mà không có một chiến thắng nào, không một lần lên bục podium, vị trí pole hoặc vòng đua nhanh nhất lần đầu tiên kể từ mùa giải đầu tiên của ông vào năm 1991. Trong suốt mùa giải, ông cũng đã tham gia vào một cuộc đọ sức gây tranh cãi ở Hungary sau khi suýt ép đồng đội cũ của Ferrari là Rubens Barrichello vào tường ở tốc độ 290 km/h. Sau mùa giải, đội đã đứng thứ tư trong bảng xếp hạng các tay đua với 214 điểm.

##### 2011: Bảo vệ vị trí thứ tư trong bảng xếp hạng các đội đua

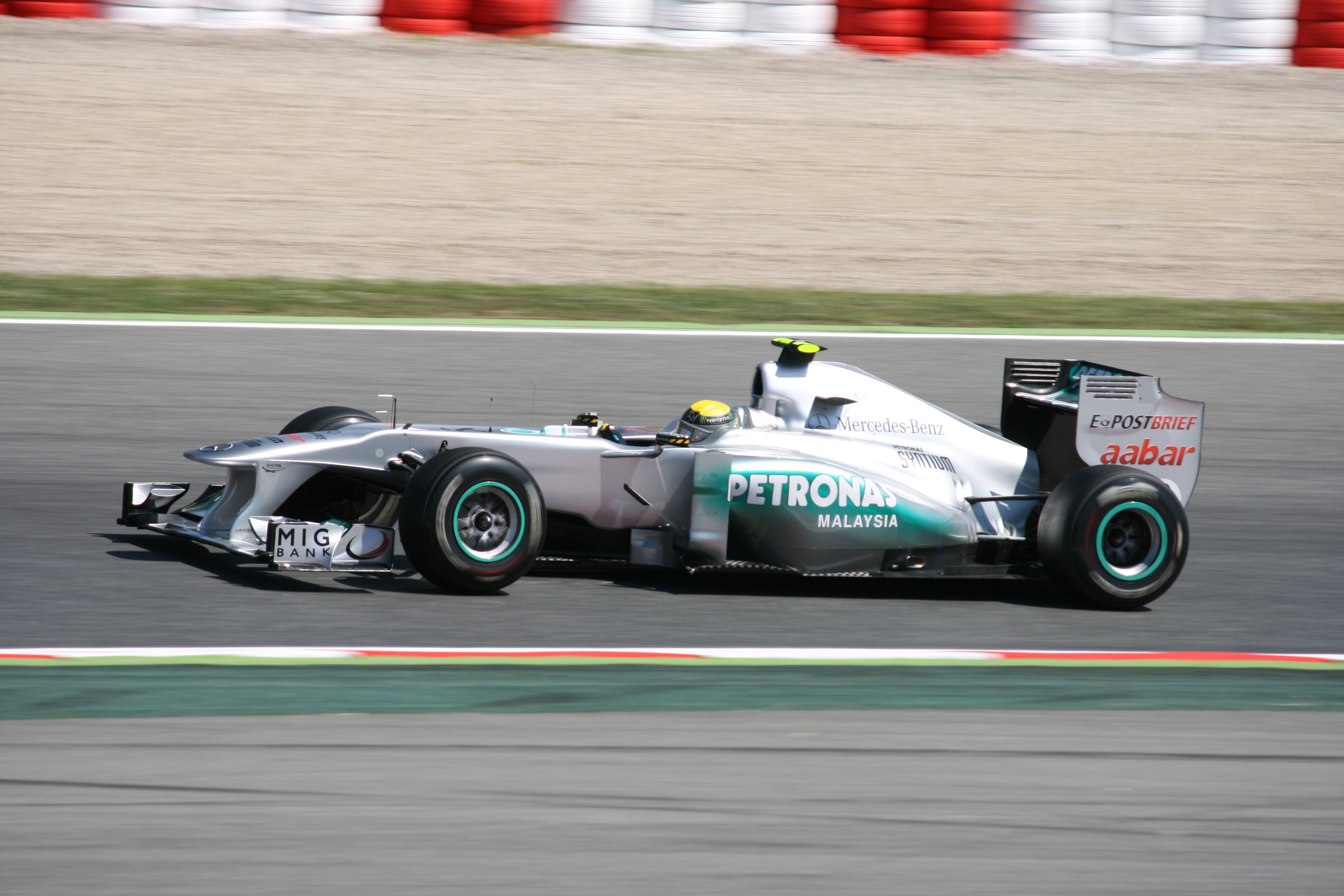
Nico Rosberg tại giải đua ô tô Công thức 1 Tây Ban Nha 2011

Trước khi bắt đầu mùa giải 2011, Daimler và Aabar đã mua 24,9% cổ phần còn lại thuộc sở hữu của ban quản lý đội vào tháng 2 năm 2011. Chiếc xe của đội trong mùa giải này tên là MGP W02. 
Tại giải đua ô tô Công thức 1 Úc, cả Schumacher và Rosberg đều phải bỏ cuộc do va chạm. Ở Malaysia, Rosberg vượt qua vòng phân hạng ở vị trí thứ chín và Schumacher một lần nữa không thể vượt qua vòng phân hạng thứ 3 và xếp thứ mười một. Schumacher đã ghi điểm đầu tiên của mùa giải cho đội với vị trí thứ chín trong khi Rosberg đã có một cuộc đua yên tĩnh và về thứ mười hai. Ở Trung Quốc, Rosberg và Schumacher đã thể hiện phong độ mạnh mẽ sau khi Rosberg về thứ năm cũng như dẫn đầu mười bốn vòng trong suốt cuộc đua và Schumacher kết thúc cuộc đua ở vị trí thứ tám. Sau khi không ghi được điểm nào tại giải đua ô tô Công thức 1 Monaco, Schumacher đã tái lập thành tích tốt nhất của ông cho đội ở Canada sau khi về đích thứ tư.
Tại chặng đua ở Valencia, Rosberg đứng thứ bảy nhưng Schumacher đã về đích thứ mười bảy sau khi va chạm với Vitaly Petrov. Rosberg và Schumacher đều về đích ở vị trí tính điểm ở hai cuộc đua tiếp theo, Vương quốc Anh và Đức. Các vấn đề về hộp số đã ngăn Schumacher ghi điểm tại giải đua ô tô Công thức 1 Hungary, nhưng Rosberg đã cán đích ở vị trí thứ chín. Tại giải đua ô tô Công thức 1 Bỉ, Schumacher đã về đích ở vị trí thứ năm từ hàng xuất phát cuối sau khi bị trượt bánh ở vòng loại, trong khi Rosberg về thứ sáu khi dẫn đầu cuộc đua ở giai đoạn đầu. Một lần nữa, đội đứng thứ tư trong bảng xếp hạng các đội đua giống như năm trước nhưng với tổng điểm it hơn (165 điểm) và không có chiến thắng, vị trí pole hoặc lên bục podium nào.

##### 2012: Giành chiến thắng đầu tiên

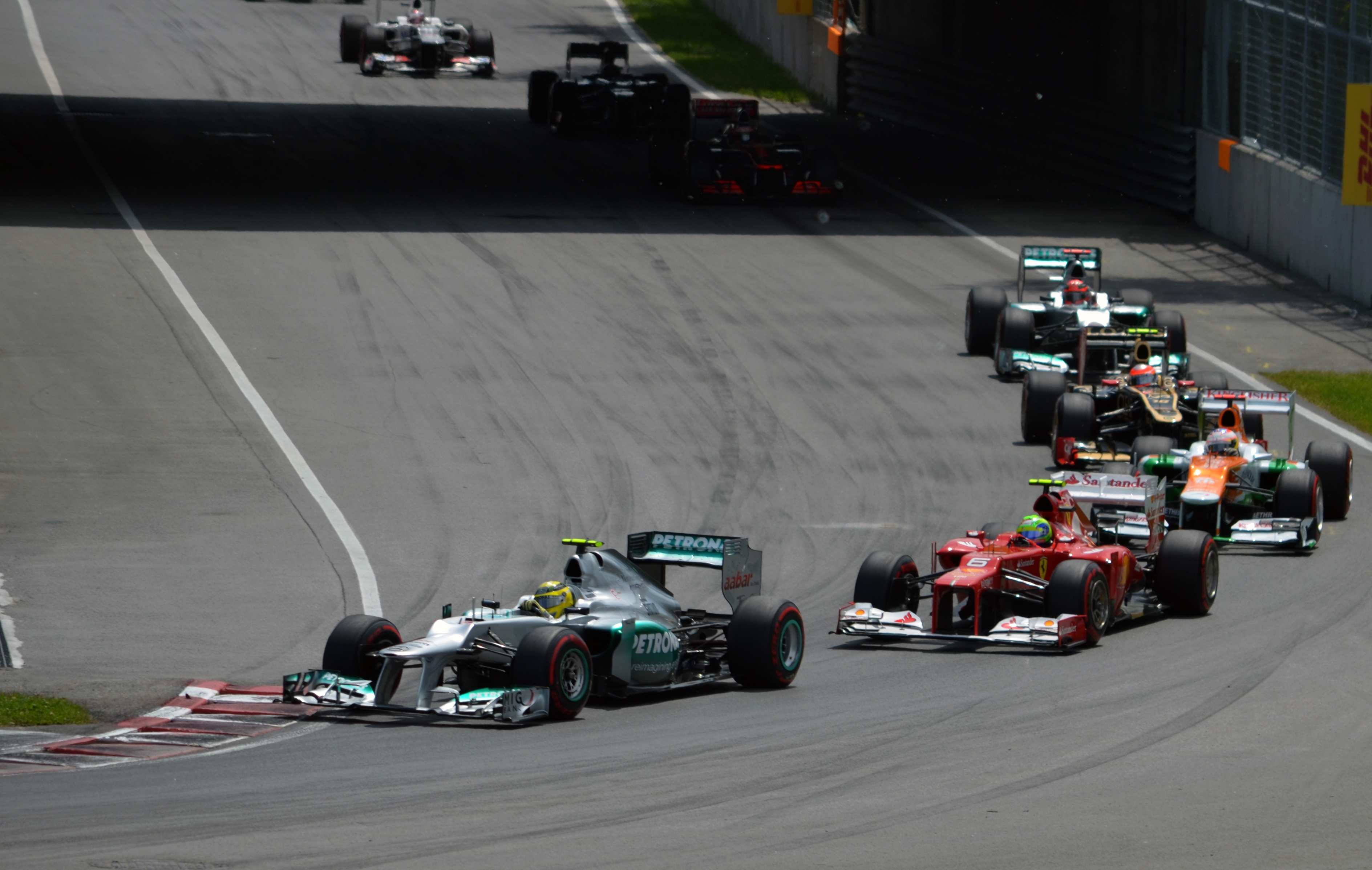
Nico Rosberg và Michael Schumacher đọ sức với nhau và với các tay đua Romain Grosjean, Felipe Massa và Paul di Resta ở giải đua ô tô Công thức 1 Canada 2012

Đội đã chính thức lấy tên là Mercedes AMG Petronas sau khi xóa GP và thêm tên AMG. Vào đầu mùa giải, Mercedes bị phản đối về việc sử dụng khái niệm đuôi xe sau "triệt để" trên xe đua Mercedes F1 W03. Vấn đề đó vẫn chưa được giải quyết cho đến cuộc đua thứ ba ở Trung Quốc khi những người quản lý nhất trí bác bỏ ý tưởng này. Cũng tại cuộc đua đó, Rosberg đã giành được vị trí pole đầu tiên của đội với tư cách là một đội đua kể từ Fangio năm 1955; Schumacher kết thúc ở vị trí thứ ba nhưng xuất phát ở vị trí thứ hai sau khi Lewis Hamilton của McLaren nhận một án phạt. Sau khi cuộc đua kết thúc, Nico Rosberg về nhất và đã giành được chiến thắng đầu tiên của đội sau 57 năm. Ngoài ra, Rosberg còn trở thành tay đua người Đức đầu tiên giành được chiến thắng khi đua với chiếc xe của Đức kể từ chiến thắng của Hermann Lang tại giải đua xe ô tô Thuỵ Sĩ 1939. Tại giải đua ô tô Công thức 1 Monaco 2012, Michael Schumacher đã thiết lập thời gian nhanh nhất trong vòng phân hạng nhưng phải xuất phát ở vị trí thứ sáu sau khi bị phạt lùi năm vị trí vì đã gây ra một va chạm với Bruno Senna tại giải đua ô tô Công thức 1 Tây Ban Nha trước đó. Vào ngày 28 tháng 9 năm 2012, Hamilton sẽ gia nhập đội từ mùa giải 2013 trở đi sau khi ký hợp đồng ba năm để đua cùng với Rosberg. Vào tháng 1 năm 2013, Toto Wolff trở thành giám đốc điều hành của đội và đối tác kinh doanh của ông, Rene Berger, trở thành giám đốc không điều hành.

##### 2013: Mùa giải đầu tiên với cặp tay đua Nico Rosberg và Lewis Hamilton
Vào ngày 26 tháng 5 năm 2013, Nico Rosberg đã tận dụng vị trí pole để mang về cho đội chiến thắng đầu tiên trong năm 2013 tại giải đua ô tô Công thức 1 Monaco. Paddy Lowe đến đội với tư cách là giám đốc điều hành vào ngày 3 tháng 6 năm 2013. Sau đó, Hamilton về đích ở vị trí thứ ba cho đội tại giải đua ô tô Công thức 1 Canada và tiếp theo đó, Rosberg đã giành một chiến thắng khác cho đội tại giải đua ô tô Công thức 1 Anh sau khi đứng ở hai vị trí dẫn đầu ở vòng phân hạng. Sau đó, đội đã ăn mừng chiến thắng thứ ba trong mùa giải sau khi Hamilton giành chiến thắng đầu tiên cho đội tại giải đua ô tô Công thức 1 Hungary. Sau mùa giải, đội đứng ở vị trí thứ hai trước Ferrari trong bảng xếp hạng các đội đua với 235 điểm.

#### 2014-2021: Thống trị Công thức 1

##### 2014: Giành chức vô địch đầu tiên và bắt đầu thống trị Công thức 1

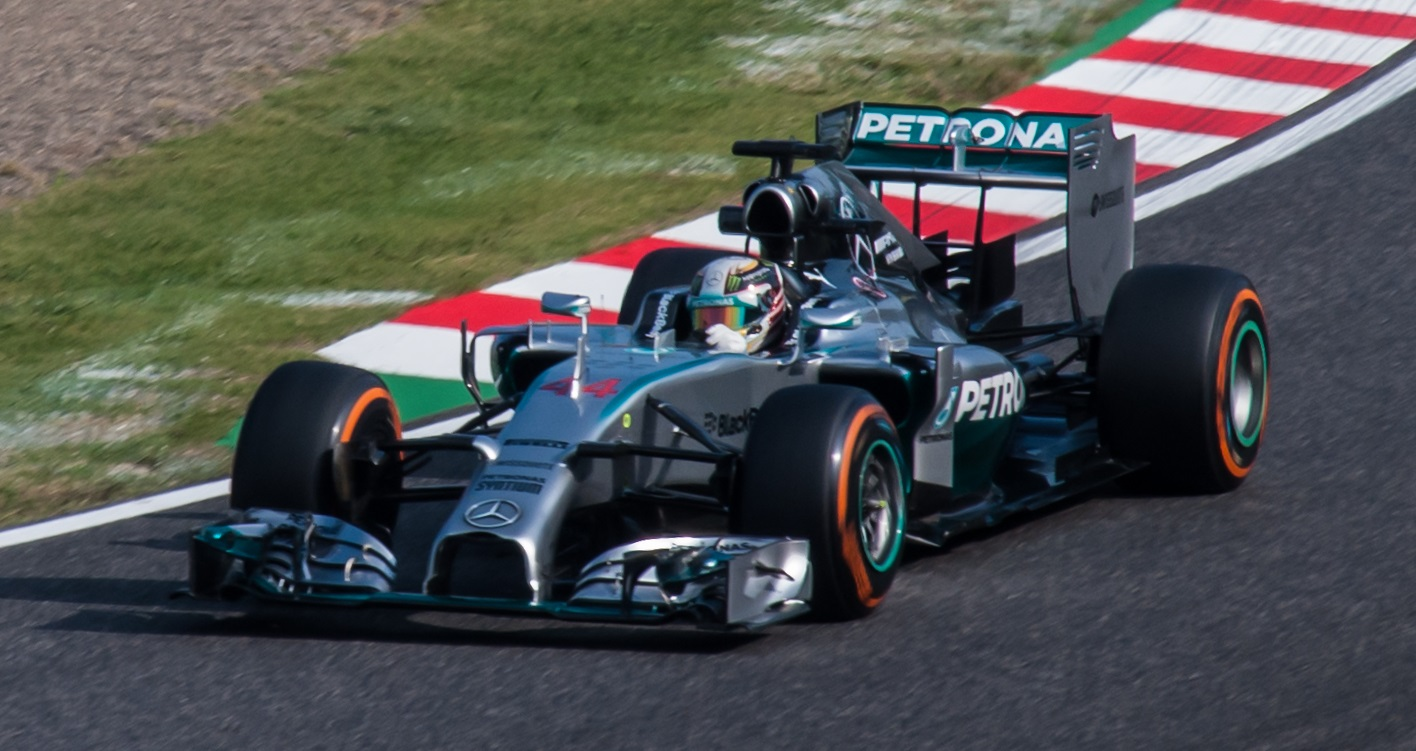
Mercedes vào giải đua xe Công thức 1 2014

Cả Rosberg lẫn Hamilton đều được giữ lại vào năm 2014. Rosberg đã giành chiến thắng tại cuộc đua đầu tiên của mùa giải ở Úc. Tại giải đua ô tô Công thức 1 Malaysia ngay sau đó, Hamilton đã lập một grand slam - dẫn đầu mọi vòng đua từ vị trí pole và lập vòng đua nhanh nhất trong khi Rosberg về đích ở vị trí thứ nhì cho đội. Chiến thắng đó đã kết thúc chín cuộc đua liên tiếp của Hamilton mà không lên bục podium một lần nào và đó cũng là lần đầu tiên Mercedes về đích ở hai vị trí dẫn đầu với tư cách là đội đua kể từ giải đua ô tô Công thức 1 Ý 1955. Đội đã lặp lại kết quả đó tại Bahrain, Trung Quốc và Tây Ban Nha. Tại giải đua ô tô Công thức 1 Đức, Rosberg trở thành tay đua người Đức đầu tiên lái một chiếc xe đua Đức giành được chiến thắng ở Đức kể từ Rudolf Caracciola và Mercedes-Benz tại giải đua xe ô tô Đức 1939. Tại giải đua ô tô Công thức 1 Nga, đội đã giành chức vô địch đầu tiên. Hamilton đã thắng cuộc đua cuối cùng của mùa giải ở Abu Dhabi. Anh đã kết thúc mùa giải với khoảng cách 67 điểm trước Rosberg và giành chức vô địch các tay đua. Đội đã kết thúc mùa giải 2014 với khoảng cách 296 điểm trước đối thủ gần nhất là Red Bull Racing trong bảng xếp hạng các đội đua. Với 18 vị trí pole, 16 chiến thắng và 11 lần về đích ở hai vị trí dẫn đầu trong số 19 cuộc đua, Mercedes đã thống trị năm đầu tiên của kỷ nguyên đông cơ V6 turbo.

##### 2015: Bảo vệ được chức vô địch cùng với Hamilton và Rosberg
Trong mùa giải 2015, Hamilton và Rosberg được đội giữ lại. Tại giải đua ô tô Công thức 1 Nga 2015, đội đã giành chức vô địch lần thứ hai và bảo vệ chức vô địch trong hai năm liên tiếp với tư cách là đội đua. Hamilton đã giành chức vô địch của mình lần thứ hai liên tiếp tại giải đua ô tô Công thức 1 Hoa Kỳ 2015, hơn Rosberg 59 điểm. Mercedes tiếp tục thống trị trong năm thứ hai của kỷ nguyên động cơ V6 turbo và cải thiện thành tích ấn tượng của đội từ năm 2014 với 18 vị trí pole, 16 lần chiến thắng và 12 lần đứng nhất nhì trong 19 cuộc đua. Trong số 16 chiến thắng cuộc đua của họ, tỷ lệ chiến thắng trung bình trước đối thủ gần nhất là 19,7 giây, giảm so với 23,2 giây vào năm 2014.

##### 2016: Chức vô địch của Rosberg và tiếp tục thống trị Công thức 1 lần thứ ba
Trong mùa giải 2016, đội đã giành chức vô địch mùa thứ ba liên tiếp, thắng 19 trong số 21 chặng đua. Đồng thời đội cũng giành được 20 vị trí pole và phá vỡ kỷ lục về tỷ lệ vị trí pole cao nhất từng có trong một mùa giải Công thức 1 (kỷ lục cao nhất là 95,2%) và 8 lần đứng nhất nhì. Khoảng cách chiến thắng trung bình với đối thủ gần nhất đã giảm xuống còn 14,6 giây. Rosberg đã giành chức vô địch duy nhất của mình, hơn Hamilton 5 điểm. Sau khi giành được chức vô địch đó, anh tuyên bố giải nghệ.

## Thống kê thành tích

### Mercedes-AMG Petronas (2010-nay)
(In đậm có nghĩa là giành được chức vô địch.)
| Mùa giải | Tên gọi/Biệt danh                | Xe đua                | Động cơ                     | Hãng lốp | Số đua      | Tay đua                                       | Tổng điểm | Vị trí trong BXH |
| -------- | -------------------------------- | --------------------- | --------------------------- | -------- | ----------- | --------------------------------------------- | --------- | ---------------- |
| 2010     | Mercedes GP Petronas F1 Team     | MGP W01               | FO 108X 2.4 V8              | B        | 3. 4.       | Michael Schumacher Nico Rosberg               | 214       | 4                |
| 2011     | Mercedes GP Petronas F1 Team     | MGP W02               | FO 108Y 2.4 V8              | P        | 7. 8.       | Michael Schumacher Nico Rosberg               | 165       | 4                |
| 2012     | Mercedes-AMG Petronas F1 Team    | F1 W03                | FO 108Z 2.4 V8              | P        | 7. 8.       | Michael Schumacher Nico Rosberg               | 142       | 5                |
| 2013     | Mercedes-AMG Petronas F1 Team    | F1 W04                | FO 108F 2.4 V8              | P        | 9. 10.      | Nico Rosberg Lewis Hamilton                   | 360       | 2                |
| 2014     | Mercedes-AMG Petronas F1 Team    | F1 W05 Hybrid         | PU106A Hybrid 1.6 V6 t      | P        | 6. 44.      | Nico Rosberg Lewis Hamilton                   | 701       | 1                |
| 2015     | Mercedes-AMG Petronas F1 Team    | F1 W06 Hybrid         | PU106B Hybrid 1.6 V6 t      | P        | 6. 44.      | Nico Rosberg Lewis Hamilton                   | 703       | 1                |
| 2016     | Mercedes-AMG Petronas F1 Team    | F1 W07 Hybrid         | PU106C Hybrid 1.6 V6 t      | P        | 6. 44.      | Nico Rosberg Lewis Hamilton                   | 765       | 1                |
| 2017     | Mercedes-AMG Petronas Motorsport | F1 W08 EQ Power+      | M08 EQ Power+ 1.6 V6 t      | P        | 44. 77.     | Lewis Hamilton Valtteri Bottas                | 668       | 1                |
| 2018     | Mercedes-AMG Petronas Motorsport | F1 W09 EQ Power+      | M09 EQ Power+ 1.6 V6 t      | P        | 44. 77.     | Lewis Hamilton Valtteri Bottas                | 655       | 1                |
| 2019     | Mercedes AMG Petronas Motorsport | F1 W10 EQ Power+      | M10 EQ Power+ 1.6 V6 t      | P        | 44. 77.     | Lewis Hamilton Valtteri Bottas                | 739       | 1                |
| 2020     | Mercedes-AMG Petronas F1 Team    | F1 W11 EQ Performance | M11 EQ Performance 1.6 V6 t | P        | 44. 63. 77. | Lewis Hamilton George Russell Valtteri Bottas | 573       | 1                |
| 2021     | Mercedes-AMG Petronas F1 Team    | F1 W12 E Performance  | M12 E Performance 1.6 V6 t  | P        | 44. 77.     | Lewis Hamilton Valtteri Bottas                | 613,5     | 1                |
| 2022     | Mercedes-AMG Petronas F1 Team    | F1 W13 E Performance  | M13 E Performance 1.6 V6 t  | P        | 44. 63.     | Lewis Hamilton George Russell                 | 515       | 3                |
| 2023     | Mercedes-AMG Petronas F1 Team    | F1 W14 E Performance  | M14 E Performance 1.6 V6 t  | P        | 44. 63.     | Lewis Hamilton George Russell                 | 16*       | 3*               |

| Xe đua | Động cơ               | Hãng lốp                    | Tyres | Tay đua            | 1    | 2   | 3   | 4    | 5    | 6   | 7   | 8   | 9    | 10  | 11  | 12  | 13  | 14  | 15   | 16   | 17  | 18   | 19   | 20   | 21   | 22  | 23  | Tổng điểm | Vị trí trong BXH |
| ------ | --------------------- | --------------------------- | ----- | ------------------ | ---- | --- | --- | ---- | ---- | --- | --- | --- | ---- | --- | --- | --- | --- | --- | ---- | ---- | --- | ---- | ---- | ---- | ---- | --- | --- | --------- | ---------------- |
| 2010   | MGP W01               | FO 108X 2.4 V8              | B     |                    | BHR  | AUS | MAL | CHN  | ESP  | MON | TUR | CAN | EUR  | GBR | GER | HUN | BEL | ITA | SIN  | JPN  | KOR | BRA  | ABU  |      |      |     |     | 214       | 4                |
| 2010   | MGP W01               | FO 108X 2.4 V8              | B     | Nico Rosberg       | 5    | 5   | 3   | 3    | 13   | 7   | 5   | 6   | 10   | 3   | 8   | Ret | 6   | 5   | 5    | 17   | Ret | 6    | 4    |      |      |     |     | 214       | 4                |
| 2010   | MGP W01               | FO 108X 2.4 V8              | B     | Michael Schumacher | 6    | 10  | Ret | 10   | 4    | 12  | 4   | 11  | 15   | 9   | 9   | 11  | 7   | 9   | 13   | 6    | 4   | 7    | Ret  |      |      |     |     | 214       | 4                |
| 2011   | MGP W02               | FO 108Y 2.4 V8              | P     |                    | AUS  | MAL | CHN | TUR  | ESP  | MON | CAN | EUR | GBR  | GER | HUN | BEL | ITA | SIN | JPN  | KOR  | IND | ABU  | BRA  |      |      |     |     | 165       | 4                |
| 2011   | MGP W02               | FO 108Y 2.4 V8              | P     | Nico Rosberg       | Ret  | 12  | 5   | 5    | 7    | 11  | 11  | 7   | 6    | 7   | 9   | 6   | Ret | 7   | 10   | 8    | 6   | 6    | 7    |      |      |     |     | 165       | 4                |
| 2011   | MGP W02               | FO 108Y 2.4 V8              | P     | Michael Schumacher | Ret  | 9   | 8   | 12   | 6    | Ret | 4   | 17  | 9    | 8   | Ret | 5   | 5   | Ret | 6    | Ret  | 5   | 7    | 15   |      |      |     |     | 165       | 4                |
| 2012   | F1 W03                | FO 108Z 2.4 V8              | P     |                    | AUS  | MAL | CHN | BHR  | ESP  | MON | CAN | EUR | GBR  | GER | HUN | BEL | ITA | SIN | JPN  | KOR  | IND | ABU  | USA  | BRA  |      |     |     | 142       | 5                |
| 2012   | F1 W03                | FO 108Z 2.4 V8              | P     | Nico Rosberg       | 12   | 13  | 1P  | 5    | 7    | 2   | 6   | 6F  | 15   | 10  | 10  | 11  | 7F  | 5   | Ret  | Ret  | 11  | Ret  | 13   | 15   |      |     |     | 142       | 5                |
| 2012   | F1 W03                | FO 108Z 2.4 V8              | P     | Michael Schumacher | Ret  | 10  | Ret | 10   | Ret  | Ret | Ret | 3   | 7    | 7F  | Ret | 7   | 6   | Ret | 11   | 13   | 22† | 11   | 16   | 7    |      |     |     | 142       | 5                |
| 2013   | F1 W04                | FO 108F 2.4 V8              | P     |                    | AUS  | MAL | CHN | BHR  | ESP  | MON | CAN | GBR | GER  | HUN | BEL | ITA | SIN | KOR | JPN  | IND  | ABU | USA  | BRA  |      |      |     |     | 360       | 2                |
| 2013   | F1 W04                | FO 108F 2.4 V8              | P     | Lewis Hamilton     | 5    | 3   | 3P  | 5    | 12   | 4   | 3   | 4P  | 5P   | 1P  | 3P  | 9F  | 5   | 5   | Ret  | 6    | 7   | 4    | 9    |      |      |     |     | 360       | 2                |
| 2013   | F1 W04                | FO 108F 2.4 V8              | P     | Nico Rosberg       | Ret  | 4   | Ret | 9P   | 6P   | 1P  | 5   | 1   | 9    | 19† | 4   | 6   | 4   | 7   | 8    | 2    | 3   | 9    | 5    |      |      |     |     | 360       | 2                |
| 2014   | F1 W05 Hybrid         | PU106A Hybrid 1.6 V6 t      | P     |                    | AUS  | MAL | BHR | CHN  | ESP  | MON | CAN | AUT | GBR  | GER | HUN | BEL | ITA | SIN | JPN  | RUS  | USA | BRA  | ABU  |      |      |     |     | 701       | 1                |
| 2014   | F1 W05 Hybrid         | PU106A Hybrid 1.6 V6 t      | P     | Lewis Hamilton     | RetP | 1PF | 1   | 1P   | 1P   | 2   | Ret | 2   | 1F   | 3F  | 3   | Ret | 1PF | 1PF | 1F   | 1P   | 1   | 2F   | 1    |      |      |     |     | 701       | 1                |
| 2014   | F1 W05 Hybrid         | PU106A Hybrid 1.6 V6 t      | P     | Nico Rosberg       | 1F   | 2   | 2PF | 2F   | 2    | 1P  | 2P  | 1   | RetP | 1P  | 4PF | 2PF | 2   | Ret | 2P   | 2    | 2P  | 1P   | 14P  |      |      |     |     | 701       | 1                |
| 2015   | F1 W06 Hybrid         | PU106B Hybrid 1.6 V6 t      | P     |                    | AUS  | MAL | CHN | BHR  | ESP  | MON | CAN | AUT | GBR  | HUN | BEL | ITA | SIN | JPN | RUS  | USA  | MEX | BRA  | ABU  |      |      |     |     | 703       | 1                |
| 2015   | F1 W06 Hybrid         | PU106B Hybrid 1.6 V6 t      | P     | Lewis Hamilton     | 1PF  | 2P  | 1PF | 1P   | 2F   | 3P  | 1P  | 2P  | 1PF  | 6P  | 1P  | 1PF | Ret | 1F  | 1    | 1    | 2   | 2F   | 2F   |      |      |     |     | 703       | 1                |
| 2015   | F1 W06 Hybrid         | PU106B Hybrid 1.6 V6 t      | P     | Nico Rosberg       | 2    | 3F  | 2   | 3    | 1P   | 1   | 2   | 1F  | 2    | 8   | 2F  | 17† | 4   | 2P  | RetP | 2PF  | 1PF | 1P   | 1P   |      |      |     |     | 703       | 1                |
| 2016   | F1 W07 Hybrid         | PU106C Hybrid 1.6 V6 t      | P     |                    | AUS  | BHR | CHN | RUS  | ESP  | MON | CAN | EUR | AUT  | GBR | HUN | GER | BEL | ITA | SIN  | MAL  | JPN | USA  | MEX  | BRA  | ABU  |     |     | 765       | 1                |
| 2016   | F1 W07 Hybrid         | PU106C Hybrid 1.6 V6 t      | P     | Lewis Hamilton     | 2P   | 3P  | 7   | 2    | RetP | 1F  | 1P  | 5   | 1PF  | 1P  | 1   | 1   | 3F  | 2P  | 3    | RetP | 3   | 1P   | 1P   | 1P   | 1P   |     |     | 765       | 1                |
| 2016   | F1 W07 Hybrid         | PU106C Hybrid 1.6 V6 t      | P     | Nico Rosberg       | 1    | 1F  | 1P  | 1PF  | Ret  | 7   | 5F  | 1PF | 4    | 3F  | 2P  | 4P  | 1P  | 1   | 1P   | 3F   | 1P  | 2    | 2    | 2    | 2    |     |     | 765       | 1                |
| 2017   | F1 W08 EQ Power+      | M08 EQ Power+ 1.6 V6 t      | P     |                    | AUS  | CHN | BHR | RUS  | ESP  | MON | CAN | AZE | AUT  | GBR | HUN | BEL | ITA | SIN | MAL  | JPN  | USA | MEX  | BRA  | ABU  |      |     |     | 668       | 1                |
| 2017   | F1 W08 EQ Power+      | M08 EQ Power+ 1.6 V6 t      | P     | Valtteri Bottas    | 3    | 6   | 3P  | 1    | Ret  | 4   | 2   | 2   | 1P   | 2   | 3   | 5   | 2   | 3   | 5    | 4F   | 5   | 2    | 2P   | 1PF  |      |     |     | 668       | 1                |
| 2017   | F1 W08 EQ Power+      | M08 EQ Power+ 1.6 V6 t      | P     | Lewis Hamilton     | 2P   | 1PF | 2F  | 4    | 1PF  | 7   | 1PF | 5P  | 4F   | 1PF | 4   | 1P  | 1P  | 1F  | 2P   | 1P   | 1P  | 9    | 4    | 2    |      |     |     | 668       | 1                |
| 2018   | F1 W09 EQ Power+      | M09 EQ Power+ 1.6 V6 t      | P     |                    | AUS  | BHR | CHN | AZE  | ESP  | MON | CAN | FRA | AUT  | GBR | GER | HUN | BEL | ITA | SIN  | RUS  | JPN | USA  | MEX  | BRA  | ABU  |     |     | 655       | 1                |
| 2018   | F1 W09 EQ Power+      | M09 EQ Power+ 1.6 V6 t      | P     | Valtteri Bottas    | 8    | 2F  | 2   | 14F† | 2    | 5   | 2   | 7F  | RetP | 4   | 2   | 5   | 4F  | 3   | 4    | 2PF  | 2   | 5    | 5F   | 5F   | 5    |     |     | 655       | 1                |
| 2018   | F1 W09 EQ Power+      | M09 EQ Power+ 1.6 V6 t      | P     | Lewis Hamilton     | 2P   | 3   | 4   | 1    | 1P   | 3   | 5   | 1P  | Ret  | 2P  | 1F  | 1P  | 2P  | 1F  | 1P   | 1    | 1P  | 3PF  | 4    | 1P   | 1P   |     |     | 655       | 1                |
| 2019   | F1 W10 EQPower+       | M10 EQ Power+ 1.6 V6 t      | P     |                    | AUS  | BHR | CHN | AZE  | ESP  | MON | CAN | FRA | AUT  | GBR | GER | HUN | BEL | ITA | SIN  | RUS  | JPN | MEX  | USA  | BRA  | ABU  |     |     | 739       | 1                |
| 2019   | F1 W10 EQPower+       | M10 EQ Power+ 1.6 V6 t      | P     | Valtteri Bottas    | 1F   | 2   | 2P  | 1P   | 2P   | 3   | 4F  | 2   | 3    | 2P  | Ret | 8   | 3   | 2   | 5    | 2    | 1   | 3    | 1P   | RetF | 4    |     |     | 739       | 1                |
| 2019   | F1 W10 EQPower+       | M10 EQ Power+ 1.6 V6 t      | P     | Lewis Hamilton     | 2P   | 1   | 1   | 2    | 1F   | 1P  | 1   | 1P  | 5    | 1F  | 9P  | 1   | 2   | 3F  | 4    | 1F   | 3F  | 1    | 2    | 7    | 1PF  |     |     | 739       | 1                |
| 2020   | F1 W11 EQ Performance | M11 EQ Performance 1.6 V6 t | P     |                    | AUT  | STY | HUN | GBR  | 70A  | ESP | BEL | ITA | TOS  | RUS | EIF | POR | EMI | TUR | BHR  | SKH  | ABU |      |      |      |      |     |     | 573       | 1                |
| 2020   | F1 W11 EQ Performance | M11 EQ Performance 1.6 V6 t | P     | Valtteri Bottas    | 1P   | 2   | 3   | 11   | 3P   | 3   | 2   | 5   | 2    | 1   | Ret | 2   | 2P  | 14  | 8    | 8P   | 2   |      |      |      |      |     |     | 573       | 1                |
| 2020   | F1 W11 EQ Performance | M11 EQ Performance 1.6 V6 t | P     | Lewis Hamilton     | 4    | 1P  | 1PF | 1P   | 2    | 1P  | 1P  | 7PF | 1PF  | 3P  | 1   | 1P  | 1F  | 1   | 1P   | INJ  | 3   |      |      |      |      |     |     | 573       | 1                |
| 2020   | F1 W11 EQ Performance | M11 EQ Performance 1.6 V6 t | P     | George Russell     |      |     |     |      |      |     |     |     |      |     |     |     |     |     |      | 9    |     |      |      |      |      |     |     | 573       | 1                |
| 2021   | F1 W12 EQ Performance | M12 EQ Performance 1.6 V6 t | P     |                    | BHR  | EMI | POR | ESP  | MON  | AZE | FRA | STY | AUT  | GBR | HUN | BEL | NED | ITA | RUS  | TUR  | USA | MXC  | SAP  | QAT  | SAU  | ABU |     | 613,5     | 1                |
| 2021   | F1 W12 EQ Performance | M12 EQ Performance 1.6 V6 t | P     | Valtteri Bottas    | 3F   | Ret | 3PF | 3    | Ret  | 12  | 4   | 3   | 2    | 3   | Ret | 12  | 3   | 31  | 5    | 1PF  | 6   | 15PF | 31 P | Ret  | 3    | 6   |     | 613,5     | 1                |
| 2021   | F1 W12 EQ Performance | M12 EQ Performance 1.6 V6 t | P     | Lewis Hamilton     | 1    | 2PF | 1   | 1P   | 7F   | 15  | 2   | 2F  | 4    | 12  | 2P  | 3   | 2F  | Ret | 1    | 5    | 2F  | 2    | 1    | 1P   | 1PF  | 2   |     | 613,5     | 1                |
| 2022   | F1 W13 EQ Performance | M13 EQ Performance 1.6 V6 t | P     |                    | BHR  | SAU | AUS | EMI  | MIA  | ESP | MON | AZE | CAN  | GBR | AUT | FRA | HUN | BEL | NED  | ITA  | SIN | JPN  | USA  | MXC  | SAP  | ABU |     | 515       | 3                |
| 2022   | F1 W13 EQ Performance | M13 EQ Performance 1.6 V6 t | P     | George Russell     | 4    | 5   | 3   | 4    | 5    | 3   | 5   | 3   | 4    | Ret | 4   | 3   | 3P  | 4   | 2    | 3    | 14F | 8    | 5F   | 4F   | 1F 1 | 5   |     | 515       | 3                |
| 2022   | F1 W13 EQ Performance | M13 EQ Performance 1.6 V6 t | P     | Lewis Hamilton     | 3    | 10  | 4   | 13   | 6    | 5   | 8   | 4   | 3    | 3F  | 38  | 2   | 2F  | Ret | 4    | 5    | 9   | 5    | 2    | 2    | 23   | 18  |     | 515       | 3                |
| 2023   | F1 W14 E Performance  | M14 E Performance 1.6 V6 t  | P     |                    | BHR  | SAU | AUS | AZE  | MIA  | EMI | MON | ESP | CAN  | AUT | GBR | HUN | BEL | NED | ITA  | SIN  | JPN | QAT  | USA  | MXC  | SAP  | LVG | ABU | 16*       | 3*               |
| 2023   | F1 W14 E Performance  | M14 E Performance 1.6 V6 t  | P     | George Russell     | 7    |     |     |      |      |     |     |     |      |     |     |     |     |     |      |      |     |      |      |      |      |     |     | 16*       | 3*               |
| 2023   | F1 W14 E Performance  | M14 E Performance 1.6 V6 t  | P     | Lewis Hamilton     | 5    |     |     |      |      |     |     |     |      |     |     |     |     |     |      |      |     |      |      |      |      |     |     | 16*       | 3*               |

Chú thích:
- † Tay đua không hoàn thành chặng đua nhưng được xếp hạng vi đã hoàn thành hơn 90% của cuộc đua.

Chú thích cho bảng trên:
| Chú thích                | Chú thích                                |
| Màu                      | Ý nghĩa                                  |
| ------------------------ | ---------------------------------------- |
| Vàng                     | Chiến thắng                              |
| Bạc                      | Hạng 2                                   |
| Đồng                     | Hạng 3                                   |
| Xanh lá                  | Các vị trí ghi điểm khác                 |
| Xanh dương               | Được xếp hạng                            |
| Xanh dương               | Không xếp hạng, có hoàn thành (NC)       |
| Tím                      | Không xếp hạng, bỏ cuộc (Ret)            |
| Đỏ                       | Không phân hạng (DNQ)                    |
| Đen                      | Bị loại khỏi kết quả (DSQ)               |
| Trắng                    | Không xuất phát (DNS)                    |
| Trắng                    | Chặng đua bị hủy (C)                     |
|                          | Không đua thử (DNP)                      |
| Loại trừ (EX)            |                                          |
| Không đến (DNA)          |                                          |
| Rút lui (WD)             |                                          |
| Không tham gia (ô trống) |                                          |
| Ghi chú                  | Ý nghĩa                                  |
| P                        | Giành vị trí pole                        |
| Số mũ cao                | Vị trí giành điểm tại chặng đua nước rút |
| F                        | Vòng đua nhanh nhất                      |